# Хунимунд (дунавски свеб)
Вижте пояснителната страница за други личности с името Хунимунд.
Хунимунд (на латински: Hunimund Filius Hermanarici; * ок. 395; † след 469 в Suavia, Швабия) е княз на дунавските свеби. През 469 в кръвопролитната битка при Болия претърпява тежко поражение от кралете на остготите Видимир и Тиудимир и бяга в Швабия. Хунимунд е син на Ерменрих (Херманаричи), крал на свебите (квадите, Quaden) и е вероятно баща на княз Агилулф (около 420 г.).